# Municipio de Bowling Green (condado de Licking)
El municipio de Bowling Green (en inglés: Bowling Green Township) es un municipio ubicado en el condado de Licking en el estado estadounidense de Ohio. En el año 2010 tenía una población de 1747 habitantes y una densidad poblacional de 31,73 personas por km².

## Geografía
El municipio de Bowling Green se encuentra ubicado en las coordenadas 39°56′6″N 82°18′39″O / 39.93500, -82.31083. Según la Oficina del Censo de los Estados Unidos, el municipio tiene una superficie total de 55.06 km², de la cual 54,95 km² corresponden a tierra firme y (0,2 %) 0,11 km² es agua.

## Demografía
Según el censo de 2010, había 1747 personas residiendo en el municipio de Bowling Green. La densidad de población era de 31,73 hab./km². De los 1747 habitantes, el municipio de Bowling Green estaba compuesto por el 97,37 % blancos, el 0,46 % eran afroamericanos, el 0,4 % eran amerindios, el 0,57 % eran asiáticos, el 0,23 % eran de otras razas y el 0,97 % eran de una mezcla de razas. Del total de la población el 0,63 % eran hispanos o latinos de cualquier raza.